# Alcide Côté
Alcide Côté PC KC (* 19. Mai 1903 in Saint-Jean-sur-Richelieu, Québec; † 7. August 1955) war ein Politiker der Liberalen Partei Kanadas, der Postminister im 17. Kabinett von Premierminister Louis Saint-Laurent war.

## Leben
Côté absolvierte nach dem Schulbesuch ein grundständiges Studium, das er mit einem Bachelor of Arts (B.A.) abschloss. Nach einem Studium der Rechtswissenschaften, das er mit einem Bachelor of Laws (LL.B.) beendete, nahm er eine Tätigkeit als Rechtsanwalt auf. Für seine anwaltlichen Verdienste wurde er später zum Kronanwalt (King’s Counsel) ernannt.
Seine politische Laufbahn begann er in der Kommunalpolitik und war zwischen 1945 und 1949 Bürgermeister seiner Geburtsstadt  
Saint-Jean-sur-Richelieu.
Bei der Wahl vom 11. Juni 1945 wurde Côté als Kandidat der Liberalen Partei erstmals zum Mitglied des Unterhauses gewählt und vertrat in diesem bis zu seinem Tod am 7. August 1955 den in Québec liegenden Wahlkreis Saint-Jean-Iberville--Napierville. Während seiner Unterhauszugehörigkeit war er zwischen dem 30. Januar 1950 und dem 29. Dezember 1951 Vize-Vorsitzender des Sonderausschusses für Rundfunk.
Am 13. Februar 1952 wurde er von Premierminister Louis Saint-Laurent zum Postminister in das 17. kanadische Kabinett berufen und bekleidete dieses Ministeramt bis zu seinem Tod am 7. August 1955.